# Mike Williams (cestista 1991)
Michael Kurtiz Baldo Williams, detto Mike (Van Nuys, 27 ottobre 1991), è un cestista statunitense.